# Gomphonemataceae
Famille
Les Gomphonemataceae sont une famille d'algues diatomées de l'embranchement des Bacillariophyta, de la classe des Bacillariophyceae, et de l'ordre des Cymbellales. 

## Étymologie
Le nom vient du genre type Gomphonema, dérivé du grec γομφο / gompho, « lié ou assujetti au moyen de clous ou de chevilles », et νήμα / nima, « fil ; ficelle », en référence à la forme de cette diatomée.

## Liste des genres
Selon AlgaeBase (17 octobre 2022) :
- Encyonema Kützing, 1834
- Gomphoneis Cleve, 1894
- Gomphonema Ehrenberg, 1832  genre type
- Gomphopleura Reichelt ex Tempère, 1894
- Gomphosinica Kociolek, Q.-M.You, Q.-X.Wang & Q.Liu, 2015
- Placoneis Mereschkowsky, 1903
- Pseudoencyonema Krammer, 1997
- Reicheltia Van Heurck, 1896
- Reimeria Kociolek & Stoermer, 1987

## Systématique
Le nom correct complet (avec auteur) de ce taxon est Gomphonemataceae Kützing, 1844.